# Assimiou Touré
Assimiou Touré (* 1. Januar 1988 in Sokodé) ist ein ehemaliger togoischer Fußballspieler und jetziger Fußballtrainer, der auch die deutsche Staatsangehörigkeit besitzt.

## Karriere

### Im Verein
Touré lebte seit seinem fünften Lebensjahr in Bergneustadt, wo er bis 2000 beim örtlichen Klub SSV Bergneustadt spielte. Mit zwölf Jahren erfolgte der Wechsel in die Jugendabteilung von Bayer 04 Leverkusen. Aufgrund seines Talents spielte er zumeist eine Altersklasse höher. Bereits mit 17 kam er in der A-Junioren-Bundesliga zum Einsatz.
Am 19. Oktober 2006 wurde er im UEFA-Pokalspiel gegen den FC Brügge erstmals in der ersten Mannschaft eingesetzt. Bei seinem Bundesligadebüt am 22. Oktober 2006 gegen den Hamburger SV spielte er 45 Minuten. Im Sommer 2007 wurde Touré für eine Saison an den Zweitligisten VfL Osnabrück ausgeliehen. Ende September 2007 erlitt er im Zweitligaspiel gegen den FC St. Pauli einen Schien- und Wadenbeinbruch und fiel dadurch für den Rest der Saison aus. Nach Ende der Spielzeit wurde sein Ausleihvertrag um ein Jahr verlängert, aufgrund von Verletzungen kam er jedoch auf nur zwei weitere Einsätze. Im Sommer 2009 kehrte er zu Bayer zurück.
Unter dem neuen Trainer Jupp Heynckes spielte Touré in den weiteren Planungen keine Rolle mehr. Daher wechselte er in der Winterpause 2009/10 in die zweite Bundesliga zu Arminia Bielefeld. Dort kam er in der Rückrunde 2009/10 nur zu einem Einsatz in der Startelf. Nach dem Abstieg der Arminia in die 3. Liga erhielt Touré dort keinen neuen Vertrag.
Nach rund einjähriger Vereinslosigkeit erhielt er für die Spielzeit 2012/13 einen Vertrag beim Drittligisten SV Babelsberg 03. Am Saisonende stand der Abstieg in die Viertklassigkeit.
Am 4. Juli 2013 wurde bekannt, dass Touré zum Regionalligisten KFC Uerdingen 05 wechselt. In seinem zweiten Jahr bei den Krefeldern verlor Touré seinen Stammplatz und löste schließlich im Dezember 2014 den Vertrag mit dem Verein auf. Nachdem er im ersten Halbjahr 2015 beim Bonner SC in der Mittelrheinliga unter Vertrag stand, wechselte Touré im Sommer 2015 zur fünftklassigen SpVgg Burgbrohl. Nach nur einer Saison wechselte er im Sommer 2016 als Co-Trainer zur U19 von Viktoria Köln. Nach dreijähriger Pause begann er im Sommer 2019 beim Bezirksligisten FC Leverkusen erneut mit dem aktiven Sport.
Touré kann entweder in der Abwehr – als Innen- oder Außenverteidiger – oder wegen seiner Schnelligkeit auch offensiv auf den Außenbahnen eingesetzt werden.

### Nationalmannschaft
Anfang des Jahres 2006 erhielt Touré die deutsche Staatsangehörigkeit und wurde zweimal bei den deutschen U-18-Junioren eingesetzt. Allerdings wurde er überraschend von Otto Pfister zu einem Trainingslager der togoischen Nationalmannschaft in den Niederlanden eingeladen und am 14. Mai 2006 bei einem Testspiel gegen Saudi-Arabien 75 Minuten lang eingesetzt (Endstand 0:1). Er nahm mit Togo an der WM 2006 teil.
Touré saß in der vorletzten Reihe vor Emmanuel Adebayor in dem Nationalmannschafts-Bus, der auf dem Weg zur Fußball-Afrikameisterschaft 2010 in Angola kurz nach der Einreise in die Exklave Cabinda Opfer eines Terroranschlags wurde, verübt von Rebellen der FLEC.
Als Folge des Überfalls starben zwei Mitglieder der togoischen Delegation. Touré wurde dabei nicht verletzt.